# Azovsko more
Azovsko more (krimskotatarski: Azaq deñizi; rus.: Азовское море; ukr.: Азовське море) je more u istočnoj Europi povezano s Crnim morem uskim Kerčkim vratima (oko 4 km), a ponekad se smatra zaljevom Crnog mora. More je na istoku omeđeno Rusijom, a na sjeverozapadu i jugozapadu Ukrajinom, no njegova je obala trenutno pod ruskom okupacijom. Važan je pristupni put za srednju Aziju, pošto je povezan s Kaspijskim morem putem kanala Volga – Don.
U Azovsko more utječe nekoliko velikih rijeka, najveće su Don i Kuban, koje nanose velike količine pijeska, mulja i drugog sedimenta koji pak oblikuje brojne zaljeve, limane i uske sprudove. Zbog ovih naslaga morsko je dno relativno glatko i ravno, a dubina se postupno povećava od obale prema središtu mora. Zbog velikog ulijevanja slatke vode Azovsko more ima nizak salinitet i visoku količinu biomase (kao što su zelene alge) koja utječe na boju vode. Velika količina planktona hrana je za više organizme, stoga ovo more ima neobično visoku produktivnost ribe. Morske su obale niske, bogate vegetacijom i ptičjim kolonijama. Azovsko more je najpliće more na svijetu, a dubina mu se kreće između 0,9 i 14 metara, s prosječnom dubinom od 7 metara. Kao posljedica stalnog ulijevanja kopnenih voda, voda stalno otječe iz Azovskog u Crno more.

## Etimologija
Naziv vjerojatno potječe iz doba naseljavanja područja oko grada Azova, čije pak ime dolazi od kumanskog asak ili azaq što znači "nizina". Ruska pseudo-etimologija međutim naziv izvodi ga od eponimnog kumanskog princa po imenu "Azum" ili "Asuf", za kojeg se kaže da je ubijen braneći svoj grad 1067.
U antici se more nazivalo različitim imenima lat. Palus Maeotis grčki: Μαιῶτις λίμνη ili suvremeni latinski naziv: lat. mare Asoviense.
U antici se more obično nazivalo "močvara Maeotis" (antički grčki: ἡ Μαιῶτις λίμνη; lat. Palus Maeotis) zbog močvarnih područja na njegovom sjeveroistoku. Ostaje nejasno je li nazvano po obližnjem narodu Meotima ili je to ime široko primijenjeno na razne narode koji su živjeli pokraj njega. Druga imena bila su "jezero Meotis ili Maeotius" (Mæotius ili Mæotis Lacus), "Meotsko more" (Mæotium ili Mæoticum Æquor), "Kimerijske ili Skitske močvare" (Cimmeriae ili Scythicæ Paludes), te "Kimerijsko ili Bosporsko more" (Cimmericum ili Bosporicum Mare). Plinije je rekao da su Meoti more zvali "Temarunda" (alternativni načini pisanja "Temarenda" i "Temerinda"), što znači "Majka voda".
Srednjovjekovni Rusi su ga poznavali kao "Surožko more" po susjednom gradu koji se danas naziva Sudak. Na osmanskom turskom bio je poznat kao Balük-Denis ("Riblje more") zbog svojeg bogatog ribljeg fonda.

## Povijest

### Prapovijest
Na dnu Azovskoga mora pronađeni su tragovi neolitskih naselja što dokazuje da je crta obale u prošlosti bila drugačija i da je je velik dio kopna prekrilo more.
Godine 1997. geolozi William Ryan i Walter Pitman sa Sveučilišta Columbia objavili su teoriju da se u davna vremena dogodila velika katastrofična poplava kroz Bosporski tjesnac. Oni tvrde da su Crno i Kaspijsko more bila ogromna slatkovodna jezera, ali oko 5600. godine pr. Kr. Sredozemno more se prelio preko stjenovitog praga u Bosporu i tako oblikovao sadašnju morsku vezu između Crnoga i Sredozemnog mora. Znanstvena zajednica nije u potpunosti prihvatila teoriju i još raspravlja o njoj. Neki su povjesničari  ovu katastrofu povezali s prapovijesnim mitovima o potopu.

### Antika
Meotijske močvare oko ušća rijeke Tanais (današnji Don) bile su poznate još u antici, jer su služile kao važno mjesto kontrole migracija nomadskih naroda iz euroazijskih stepa. Sami Meoćani živjeli su od ribolova i poljoprivrede, ali su bili i strastveni ratnici sposobni obraniti se od osvajača. Zbog njegovih jakih struja istraživanje Azovskoga mora je u antici bilo otežano, pa su drevni geografi imali nejasnu predodžbu o opsegu mora čija ih je slatka voda navela da ga obično nazivaju "močvara" ili "jezero". Herodot (5. st. pr. Kr.) njegovu je veličinu usporedio s Crnim morem, dok ga je Pseudo-Skilak (4. st. pr. Kr.) smatrao otprilike upola manjim.
Dugo se vjerovalo da omogućuje izravnu komunikaciju s Arktičkim oceanom. Polibije (2. stoljeće pr. Kr.) s pouzdanjem je očekivao da će se tjesnac prema Azovskom moru zatvoriti u bliskoj budućnosti zbog stalnog taloženja sedimenta iz rijeka. U 1. stoljeću, Strabon je izračunao udaljenost od "Kimerijskog Bospora" (Kerčka vrata) do grada Tanaisa (današnji grad Azov) na 2200 stadija što je otprilike točna udaljenost, ali nije znao da se njegova širina neprestano sužava.
Mileška kolonizacija započela je u 7. st. pr. Bosporsko kraljevstvo je dobilo ime po Kimerskom Bosporu, a ne po poznatijem Bosporu na drugom kraju Crnoga mora. Nakratko pripojeno Pontskom Kraljevstvu od kasnog 2. stoljeća pr. Kr., protezalo se duž obje južne obale Azovskoga mora od vremena grčke kolonizacije do kraja Rimskog Carstva, služeći kao klijentsko kraljevstvo koje je izvozilo pšenicu, ribu i robove u zamjenu za grčke i rimske manufakturne predmete i luksuznu robu. Njegova kasnija povijest je neizvjesna, ali vjerojatno su ga Huni osvojili krajem 4. stoljeća, nakon što su porazili narod Alane koji su se u to područje naselili iz središnje Azije.

### Azovske kampanje 1695. – 1696. i 1736. – 1737.
Azovsko more je često bilo poprištem vojnih sukoba između Rusije koja je težila pomorskoj ekspanziji prema jugu i velike regionalne sile Osmanskog Carstva. Tijekom Rusko-turskog rata (1686. – 1700.) vodile su se dvije kampanje 1695. – 1696. za zauzimanje tadašnje turske tvrđave Azov koju je branio garnizon od 7000 ljudi. Kampanje je vodio Petar I, a cilj im je bio osvojiti ruski pristup Azovskome i Crnom moru. Prva kampanja započela je u proljeće 1695. Ruska je vojsku činilo je 31 tisuće ljudi i 170 topova, te je uključivala elitne pukovnije i kozačke postrojbe. Vojska je stigla do Azova 27. i 28. lipnja i držala opsadu s kopna do 5. srpnja. Nakon dva neuspješna juriša 5. kolovoza i 25. rujna opsada je prekinuta.
Druga kampanja uključivala je i kopnene snage i Azovsku flotu, koja je izgrađena u Moskovskoj oblasti, Voronježu, Brjansku i drugim regijama od zime 1695. do proljeća 1696. U travnju 1696. vojska od 75 000 vojnika na čelu s Aleksejem Sheinom krenula je na Azov kopnom i brodovljem preko rijeke Don u Taganrog. Početkom svibnja pridružila im se još jedna flota koju je vodio Petar I. 27. svibnja ruska je flota blokirala Azov s mora. Dana 14. lipnja turska flota pokušala je probiti blokadu, ali se nakon gubitka dva broda povukla. Nakon intenzivnog bombardiranja tvrđave s kopna i mora, ruska vojska je 17. srpnja probila obrambene linije i zauzela dijelove zidina. Nakon teških borbi, azovski garnizon se predao 17. srpnja. Nakon rata baza ruske flote preseljena je u Taganrog i Azov, a u tim gradovima je između 1696. i 1711. izgrađeno 215 brodova. Godine 1711., kao rezultat Rusko-turskog rata (1710. – 1711.) i Pruthskog mira, Azov je vraćen Turskoj, a ruska Azovska flota je uništena. Grad je ponovno zauzela Rusija 1737. tijekom rusko-austrijsko-turskog rata (1735.-1739.), međutim potpisivanjem Niškog mira Rusiji nije bilo dopušteno zadržati tvrđavu niti vojnu flotu.

### Krimski rat
Još jedna velika vojna kampanja na Azovskom moru dogodila se tijekom Krimskog rata 1853. – 1856. Pomorska i kopnena kampanja u kojoj su se sučelile savezničke mornarice Britanije i Francuske protiv Rusije odvijala se između svibnja i studenoga 1855. godine. Britanske i francuske snage opkolile su Taganrog s ciljem da poremete rusku opskrbu Krima. Zauzimanje Taganroga također bi otvorilo put za napad na Rostov, koji je bio strateški grad za ruske vojne operacije na području Kavkaza. Dana 12. svibnja 1855. savezničke su snage lako zauzele Kerč i dobile izlaz na Azovsko more, a 22. svibnja napale su Taganrog. Brzo osvajanje nije uspjelo i uslijedila je opsada. Unatoč golemoj nadmoći savezničkih snaga (oko 16 000 vojnika naspram manje od 2000), grad je izdržao sve pokušaje zauzimanja, koji su završili oko kolovoza 1855. godine povlačenjem savezničke vojske. Pojedinačni obalni napadi nastavili su se bez uspjeha i prestali su u listopadu 1855.

### 21. stoljeće
U prosincu 2003. Ukrajina i Ruska Federacija potpisale su ugovor da će se Azovsko more i Kerčka vrata smatrati zajedničkim unutarnjim vodama.
U rujnu 2018. Ukrajina je objavila namjeru jačanja vlastite mornarice i dodatnih kopnenih snaga duž obale Azovskog mora s bazom u Berdjansku. Odnosi između dviju država pogoršali su se nakon izgradnje Krimskog mosta, koji je prenizak da bi omogućio ulazak Panamax brodova u ukrajinske luke. Krajem rujna iste godine dva ukrajinska broda isplovila su iz crnomorske luke Odesa, prošla ispod Krimskog mosta i stigla u Mariupolj. Napetosti su dodatno porasle nakon incidenta u Kerčkom tjesnacu u studenome 2018., kada je Rusija zaplijenila tri broda ukrajinske mornarice koja su pokušala ući u Azovsko more.
Kontrola zapadne obale mora je vitalna za gospodarstvo Ukrajine, ali je također od goleme strateške važnosti za Rusiju kao kopneni put do Krima i za prolaz ruskog pomorskog prometa.
Dana 10. prosinca 2021., ukrajinska mornarica objavila je da je Rusija blokirala gotovo 70 posto Azovskog mora, izdajući navigacijska upozorenja, navodno radi izvođenja vježbi topničke paljbe na moru ... "u blizini Mariupola, Berdjanska i Heničeska." Povećala se bojazan od potencijalne ruske invazije budući da je Rusija počela gomilati desetke tisuća vojnika u blizini granice s jugoistočnom Ukrajinom i započela propagandni rat protiv vlade u Kijevu. Rusi su zaplijenili tri ukrajinska vojna broda dok su pokušavali prijeći tjesnac, te zarobili 24 mornara koji su konačno oslobođeni nakon višemjesečnih pregovora.
Dana 24. veljače 2022. ruske su snage počele granatirati Mariupolj na početku ruske invazije na Ukrajinu 2022. Do svibnja iste godine ruska je vojska u potpunosti zauzela Mariupolj  i cijelu sjevernu obalu mora, blokirajući tako Ukrajini pristup moru.

## Geologija i batimetrija
Međunarodna hidrografska organizacija definira Kerčka vrata kao "granicu između Azovskoga i Crnog mora", koja je sama definirana kao "Crta koja spaja rt Takil i rt Panagiju (45°02'N)".
More se smatra unutarnjim morem Rusije i Ukrajine, a njegovo korištenje regulirano je sporazumom između ovih zemalja ratificiranim 2003. godine Dužina Azovskoga mora je 360 kilometara, širina 180 kilometara a površina mu je 39 000 km², što ga čini najmanjim morem  unutar zemalja bivšeg Sovjetskog Saveza. Glavne rijeke koje se u njega ulijevaju jesu Don i Kuban, što ima kao posljedicu relativno nizak salinitet morske vode. Voda je uz obalu mjestimice gotovo slatka, no rijeke također donose ogromne količine mulja i pijeska. Nakupljanje pijeska i školjaka ima za posljedicu oblikovanje glatke i niske obale, te brojnih sprudova i limana.
Azovsko more je najpliće more na svijetu s prosječnom dubinom od 7 metara i maksimalnom dubinom od 14 metara, a u zaljevima, gdje je nakupljanje mulja najobilnije, prosječna dubina je oko 1 metar. Morsko dno je također relativno ravno s dubinom koja se postupno povećava od obale prema središtu.. Azovsko more je unutarnje more s krajnjim izlazom na Atlantski ocean kroz Crno, Mramorno, Egejsko i Sredozemno more. Povezano je s Crnim morem Kerčkim vratima, koja su na najužem dijelu široka 4 kilometara i najveće dubine 15 metara. Uskost Kerčkih vrata ograničava razmjenu vode s Crnim morem, zbog čega je slanost Azovskoga mora niska. Na otvorenom moru slanost iznosi 10 – 12 psu, oko jedne trećine slanosti oceana, a još je niža (2 – 7 psu) u Taganrogškom zaljevu na sjeveroistočnome kraju mora. Dugoročne varijacije saliniteta su unutar nekoliko psu i uglavnom su uzrokovane promjenama u vlažnosti i oborinama.
Iako se više od 20 rijeka ulijeva u Azovsko more (uglavnom sa sjevera), dvije od njih, rijeke Don i Kuban, čine više od 90% dotoka vode. Doprinos Dona je otprilike dvostruko veći od doprinosa Kubana. Delta Kubana nalazi se na jugoistoku, na istočnoj strani Kerčkih vrata, dugačko je oko 100 km i pokriva veliko poplavno područje s brojnim kanalima. Zbog rasprostranjenosti, delta ima nizak kontrast na satelitskim slikama i jedva je vidljiva na karti. Don teče sa sjevera u veliki Taganroški zaljev čija je dubina od 2 do 9 metara, a najveća se dubina uočava u sredini mora.
Tipične srednje vrijednosti godišnjeg dotoka i otjecanja vode u more za razdoblje od 1923. do 1985. godinebile su: riječni dotok 38,6 km3, oborine 15,5 km3, isparavanje 34,6 km3, dotok iz Crnog mora 36 – 38 km3, otjecanje u Crno more 53 – 55 km3. Dakle, oko 17 km3 slatke vode otječe iz Azovskoga u Crno more. Dubina Azovskog mora se smanjuje uglavnom zbog riječnih naslaga. Dok su hidrološke ekspedicije u prošlosti bilježile dubine do 16 metara, novije nisu mogle pronaći mjesta dublja od 13,5 – 14 metara. Ovo bi moglo objasniti varijacije u najvećim dubinama među različitim izvorima. Razina vode oscilira oko 20 cm tijekom godine zbog topljenja snijega u proljeće.
Poluotok Taman ima oko 25 blatnih vulkana, od kojih je većina aktivna. Njihove su erupcije obično tihe, izbacuju blato i plinove kao što su metan, ugljikov dioksid i sumporovodik, ali ponekad su burne i nalikuju redovnim vulkanskim erupcijama. Neki od tih vulkana nalaze se pod vodom u blizini obala poluotoka. Velika erupcija 6. rujna 1799., u blizini stanice Golubitskaja, trajala je oko 2 sata i formirala je otok od blata promjera 100 metara i visine 2 metra, no otok su kasnije odnijele morske struje i valovi. Slične erupcije dogodile su se 1862., 1906., 1924., 1950. i 1952.
Trenutačno u Azovskome moru postoje oksigenirane površinske vode i anoksične vode u blizini morskoga dna, pri čemu se anoksične vode formiraju sloj od 0,5 do 4 metra. Pojava anoksičnoga sloja pripisuje se sezonskim događajima eutrofizacije povezanim s povećanim unosom sedimenta iz rijeka Don i Kuban. Taj unos sedimenta potiče biotičku aktivnost u površinskim slojevima, u kojima organizmi vrše fotosintezu u aerobnim uvjetima. Nakon što organizmi uginu, mrtva organska tvar tone na dno mora gdje bakterije i drugi mikroorganizmi koristeći sav raspoloživi kisik razgrađuju organsku tvar, što dovodi do stvaranja anoksičnih uvjeta. Studije su pokazale da u Azovskom moru točna vertikalna struktura oksigenacije voda ovisi o jačini vjetra i temperaturi površine mora, ali tipično se "zona stagnacije" nalazi između oksičnog i anoksičnog sloja.

## Obala i glavna gradska središta
Mnoge rijeke koje se ulijevaju u Azovsko more tvore zaljeve, lagune i limane. Pijesak, mulj i školjke i drugi materijal koje donose talože se u područjima smanjenog protoka, to jest na bokovima zaljeva, tvoreći uske pješčane sprudove. Tipična najveća dubina u uvalama i limanima je nekoliko metara. Zbog plitkih voda i bujnih rijeka, formiraju se nevjerojatno duge i brojne prevlake. Primjerice, Arabatska prevlaka proteže se u dužini od 112 kilometara i jedna je od najdužih na svijetu. Većina sprudova proteže se od sjevera prema jugu i njihov se oblik može značajno promijeniti tijekom samo nekoliko godina.
Izvanredna značajka Azovskog mora je veliki sustav plitkih laguna zvanih Sivaš ili "Trulo more". Njihova je tipična dubina samo 0,5 – 1 metar, a najviše 3 metra. Pokrivaju površinu od 2560 km² na sjeveroistočnom Krimu koji je od mora odvojen Arabatskom prevlakom. Sjeverno od njega nalazi se grad Heničesk (22 500 stanovnika), a južno je Arabatski zaljev. Sivaš prihvaća do 1,5 km3 azovske vode godišnje. Zbog široke površine i plitkosti laguna voda brzo isparava, što ima kao posljedicu visoki salinitet od 170 na praktičnoj ljestvici saliniteta (tj. 170 psu). Iz tog razloga su u Sivašu dugo bile smještene solane.
Sjeverno od Arabatske prevlake nalazi se Moločni liman s pridruženom Fedotovom prevlakom (45 km dužine) koju je oblikovala rijeka Moločna. Dalje na sjever, između Fedotove i Obitočne prevlake (30 km dužine), nalazi se zaljev Obitočni. Dalje na sjever smješten je Berdjanski zaljev i dva grada Berdjansk (112 000 stanovnika) i Primorsk (13 900 stanovnika). Još dalje na sjeveru nalazi se Belosarajska uvala koju je oblikovala rijeka Kaljmius. Glavni grad na tom dijelu obale je Mariupolj (491 600 stanovnika). Zatim, približavajući se Taganrogškom zaljevu i vrlo blizu Taganrogu, nalazise Miuški liman kojega je oblikovala rijeka Mijus.
Smješten na sjeveroistočnom dijelu mora, Taganrogški zaljev je najveći zaljev Azovskoga mora ukupne površine 5600 km². Rijeka Don se u njega ulijeva sa sjeveroistoka. Na njegovim obalama nalaze se dva glavna grada Azovskoga mora, Taganrog (257 600 stanovnika) i Azov (83 200 stanovnika). Jugoistočno od zaljeva je Jejski liman, ujedno i ušće rijeke Jeja. Yejski sprud dio je grada Jejska koji ima 87 500 stanovnika. Južno od njega, također okružen kopnom, nalazi se liman Bejsugu koji se ulijeva istoimena rijeka. U njegovoj blizini nalazi se grad Primorsko-Ahtarsk sa 32 165 stanovnika.
Na jugu je Azovsko more povezano s Crnim morem preko Kerčkih vrata, koji na zapadu graniče s poluotokom Kerč na Krimu, a na istoku s ruskim poluotokom Taman u Krasnodarskom kraju. Grad Kerč (151 300 stanovnika) nalazi se na poluotoku Kerč, a poluotok Taman sadrži deltu velike ruske rijeke Kuban. Tjesnac je dug 41 kilometar i širok od 4 do 15 kilometara. Njegov najuži dio leži na strani Azovskog mora, ograničen Čuškom prevlakom koja je okrenuta prema jugu kao posljedica izlijevanja iz Azovskog u Crno more.
Kerčki tjesnac premošten je Krimskim mostom koji je otvoren u svibnju 2018. Njegova je izgradnja postala prvorazrednoo geopolitičko pitanje pošto brodovi veći od određene veličine ne mogu proći ispod raspona. Od tada se Rusija optužuje za zabranu plovidbe kroz Kerčki tjesnac.

## Klima
Azovsko more je relativno malo i gotovo u potpunosti okruženo kopnom, zbog čega je klima kontinentalna s hladnim zimama i toplim i suhim ljetima. U jesen i zimi na vrijeme utječe sibirska anticiklona koja donosi hladan i suhi zrak iz Sibira i vjetrove od 4-7 m/s, ponekad i do 15 m/s. Ti vjetrovi mogu sniziti zimske temperature s uobičajenih -1 na -5 °C do ispod -30 °C. Srednje ljetne temperature su 23-25 °C, najviše oko 40 °C. Vjetrovi su slabiji ljeti, obično 3–5 m/s. Količina oborina varira između 312 i 528 mm/god i ljeti je 1,5-2 puta veća nego zimi.
Prosječne temperature vode su 0 – 1 °C zimi (2 – 3 °C u Kerčkim vratima) i 24 – 25 °C ljeti, najviše oko 28 °C na otvorenom moru i iznad 30 °C u blizini obala. Tijekom ljeta morska je površina obično nešto toplija od zraka. Zbog plitkog karaktera mora, temperatura se obično snizi samo za oko 1 °C s dubinom, ali u hladnim zimama razlika može doseći 5 – 7 °C.
Vjetrovi uzrokuju česte oluje i valove koji dosežu 6 metara u Taganrogskom zaljevu, 2 – 4 metra u blizini južnih obala i 1 metar u Kerčkim vratima. Na otvorenom moru njihova visina je obično 1 do 2 metra, ponekad i do 3 metra. Vjetrovi uzrokuju i česte seše – stojne valove amplitude 20 – 50 cm i traje od nekoliko minuta do više sati. Druga posljedica vjetrova su morske struje. Prevladavajuće strujanje je vrtlog u smjeru suprotnom od kazaljke na satu zbog zapadnog i jugozapadnog vjetra. Njihova brzina je obično manja od 10 cm/s, ali može doseći 60 – 70 cm/s sa vjetrovima od  15 – 20 m/s. U uvalama je tok većim dijelom kontroliran priljevima rijeka i usmjeren je suprotno od obale. U Kerčkim vratima, tok je obično prema Crnom moru zbog prevlasti sjevernih vjetrova i dotoka vode iz rijeka. Prosječna mu je brzina 10 – 20 cm/s, dosežući 30 – 40 cm u najužim dijelovima. Iako more nije podložno varijacijama plime i oseke, postoje sezonske promjene u promatranoj razini mora do  250 – 510 mm, uzrokovane sezonskim promjenama u riječnim istjecima.
Plitkoća i nizak salinitet mora čine ga osjetljivim na smrzavanje tijekom zime. Trake brzog leda u rasponu od 7 km na sjeveru do 1,5 km na jugu mogu se pojaviti privremeno u bilo koje vrijeme od kraja prosinca do sredine ožujka. Nekoliko brodova bilo je zarobljeno u ledu 2012. kada se more zaledilo. Debljina leda doseže 30 – 40 centimetara u većem dijelu mora i 60 – 80 cm u Taganrogškom zaljevu. Led je često nestabilan i gomila se do visine od nekoliko metara. Prije uvođenja ledolomaca, plovidba je zimi bila zabranjena.

## Živi svijet
Povijesno gledano, Azovsko more je bilo bogato morskim organizmima, kako bioraznolikošću s više od 80 identificiranih vrsta riba i 300 beskralježnjaka, tako i biomasom. Shodno tome, ribolov je dugo bio glavna aktivnost u ovome području. Godišnji ulov posljednjih godina iznosio je 300 000 tona, od čega oko polovica vrijednih ribljih vrsta (jesetra, smuđ, deverika, plotica itd.) Tome je djelomično pridonijela izuzetno visoka biološka produktivnost mora, koja je bila potaknuta snažnim dotokom hranjivim tvarima iz brojnih rijeka koje se ulijevaju u more, niskim salinitetom vode, jakim zagrijavanjem zbog plitkih voda i dugim vegetacijskim razdobljem. Međutim, raznolikost i brojnost smanjeni su umjetnim smanjenjem dotoka vode iz rijeka (izgradnja brana), prekomjernim izlovom ribe i industrijskim uzgojem pamuka s intenzivnim korištenjem vode, što uzrokuje sve veće razine onečišćenja. Izlov ribe naglo se smanjilo, a posebice je došlo do kolapsa ulova inćuna.

### Plankton
Zbog plitkih voda, razvoj vodenog života u Azovskome moru više je karakterističan za lagune, a planktonski obrasci su gotovo slični na otvorenom moru i u blizini obala. Unatoč plitkoći, voda je niske prozirnosti, pa su vodene biljke na morskome dnu slabo razvijene, a većina algi je planktonskog tipa. More karakterizira visoka koncentracija organske tvari i duga razdoblja cvatnje. Još jedna posebnost mora je promjenjiv salinitet – nizak u velikim zaljevima, a veći na otvorenome moru, osobito u blizini Kerčkih vrata. Stoga su planktonske vrste raspoređene nehomogeno u Azovskome moru. Iako su mnoge alohtone vrste donesene iz slanijeg Crnog mora, većina njih se ne može prilagoditi promjenjivoj slanosti Azovskoga mora, osim eurihalinskih vrsta. U Azovskome moru poznato je oko 600 vrsta planktonskih algi. Brojem vrsta dominiraju dijatomeje i zelene alge, značajne su i modrozelene alge i pirofiti, a euglene i žutozelene alge čine samo 5% vrsta. Za boju mora na satelitskim snimkama najviše suposljedica razmnožavanja zelenih algi (vidi fotografije gore).
Što se tiče zooplanktona, slatke vode Tanganrogškog zaljeva nastanjuju rašljoticalci, veslonošci i kolnjaci, kao što su Brachionus plicatilis, Keratella curdata i Asplanchna. Slaniji zapadni dio mora ugošćuje tri oblika Acartiae clausi, kao i Centropagesa ponticusa, meroplanktona i ličinke puževa, školjkaša i mnogočetinaša.
Vrste bentosa uglavnom žive na morskom dnu, primjerice crvi, rakovi, protoktisti, mješinci i mekušci. Mekušci čine 60-98% biomase beskralješnjaka na dnu Azovskoga mora.

### Ribe
U regiji Azovskoga mora postoje 183 vrste ihtiofaune iz 112 rodova i 55 porodica. Među njima je 50 rijetkih i 19 ugroženih vrsta, a sim je vjerojatno već istrijebljen u regiji.{{sfn|Kostianoy|Kosarev|2007|p=79}
Fauna slatkovodnog Taganrogškog zaljeva znatno je siromašnija, čini ju 55 vrsta iz 36 rodova i 16 obitelji; među njima su tri rijetke, a 6 ugroženih vrsta.

### Flora
Obale Azovskog mora sadrže brojne estuarije i močvare u kojima dominiraju trska, šaš, rogoz i Sparganium. Tipične vodene biljke su šaralice, mrijesnjaci, voščikovke i lopoči. Također je čest i sveti lotos. Broj vrsta je velik, primjerice samo Belosarajski i Berdjanski sprudovi sadrže više od 200 vrsta. Neki su sprudovi proglašeni nacionalnim prirodnim rezervatima, kao što su Beglick, Belosarajsk, Krivaja i Berdjanski sprud.

### Fauna obale
Ušća i obale bogate su pticama, ponajviše vodenim pticama poput divljih gusaka, pataka i galebova. Česte su kolonije vranaca i pelikana. Također su česti labudovi, čaplje i neke ptice grabljivice. Sisavci prisutni uz obalu jesu lisice, divlje mačke, zečevi, ježevi, lasice, kune i divlje svinje. Bizamski štakori su u ovo područje uneseni početkom 20. stoljeća i love se zbog krzna.

### Invazivne vrste
Neke vrste ihtiofaune, kao što su inćun, iglica, pišmolj i štuka, migriraju iz Crnoga mora u Azovsko more radi mriještenja. To je bilo osobito često 1975. – 1977. kada je slanost južnog Azovskog mora bila neuobičajeno visoka, a primijećene su i druge vrste poput zubatice, iverka, kostelja, blatnjače, skuše, pa čak i kosirice mjesečice, peša i jegulja. Za razliku od crnomorskog planktona koji se ne prilagođava dobro niskom salinitetu Azovskoga mora i koncentrira se u blizini Kerčkih vrata, ribe i beskralješnjaci Crnoga mora dobro se prilagođavaju. Često su jači od autohtonih vrsta, navikli su na relativno niske temperature Crnog mora i dobro preživljavaju zimu u Azovskome moru.
Vitičar Balanus improvisus prva je vrsta morskoga dna koja se početkom 20. stoljeća proširila iz Crnoga mora i nastanila u Azovskome moru. Njegova trenutna gustoća je 7 kg/m2. Od 1956. godine morski puž Rapana venosa opažen je u Azovskome moru, ali se nije mogao prilagoditi niskom salinitetu i stoga je ograničen na okolicu Kerčkih vrata. Nekoliko mekušaca Azovskoga mora, kao što su brodski crv (Teredo navalis), školjkaš Mya arernaria, sredozemna dagnja (Mytilus galloprovincialis) i Anadara inaequivalvis, potječu iz Crnoga mora. Još jedan primjer invazivne vrste je rak Rhithropanopeus harrisii koji se uočava i u slanim i u slatkovodnim dijelovima mora.
Nekada su tri vrste dupina, obični dupin, dobri dupin i obalna pliskavica, redovito posjećivale Azovsko more iz Crnog mora, iako je obični dupino izbjegavao Azovski bazen i Kerčka vrata zbog niske slanosti Jedna vrsta obalne pliskavice Phocoena phocoena relicta, živjela je u Azovskome moru i zbog toga je u Sovjetskome Savezu nazvana "azovski dupin - azovka" (rus.: азовка). Danas se dupini rijetko mogu vidjeti u Azovskome moru. To se pripisuje smanjenju dubine, povećanom pomorskom prometu, zagađenju i smanjenju ribljeg fonda.
Čovječanstvo je u Crno more unijelo razne vrste perajara i beluga koje su se kasnije oslobodile u divljinu. Od toga je sivi tuljan zabilježen u Kerčkim vratima i Azovskom moru. Sredozemne medvjedice izumrle su u Crnome moru 1997., a zabilježena je povijesna prisutnost kitova poput patuljstih kitova u Crnom moru, no nije jasno jesu li se ti sisavci povijesno pojavljivali i u Azovskome bazenu.

## Gospodarstvo i očuvanje okoliša
Stoljećima je Azovsko more bilo važan vodeni put za prijevoz robe i putnika. Prva moderna željezara u carskoj Rusiji izvorno nazvana Hughesovka (rus. Юзовка) prolazila je uzvodno na rijeci Kalmius u Donjecku i bila je važna za prijevoz željezne rude iz rudnika na Kerčkom poluotoku do željezare Azovstalj u Mariupolu (bivši Ždanov) u Ukrajini. Ova je aktivnost prekinuta nakon zatvaranja rudnika 1990-ih. Plovidba se povećala nakon izgradnje kanala Volga – Don 1952. koji je povezao Azovsko more s rijekom Volgom, najvažnijim riječnim prometnim putem u središnjoj Rusiji i povetao s morem velike gradove poput Moskve, Volgograda i Astrahana.. Trenutno su glavne luke u Azovskome moru Taganrog, Mariupolj, Jejsk i Berdjansk.
Povećanje stope plovidbe dovelo je do velikog onečišćenja voda, pa čak i ekoloških katastrofa. Dana 11. studenoga 2007. jaka oluja potopila je četiri broda u Kerčkim vratima, točnije u ruskoj luci Kavkaz. To su bili ruski brodovi za rasuti teret Volnogorsk, Nakhichevan, Kovel i gruzijski Haji Izmail s turskom posadom. Šest drugih brodova izbačeno je iz sidrišta i nasukalo se, a dva tankera su oštećena (Volgoneft-139 i Volgoneft-123). Te su havarije uzrokovale izlijevanje oko 1300 tona loživog ulja i oko 6800 tona sumpora u more.
Druga tradicionalna aktivnost u moru je ribolov. Azovsko more bilo je najproduktivnije ribolovno područje u Sovjetskome Savezu,srednji je godišnji ulov ribe bio 300 000 tona ili 80 kg po hektaru površine (za usporedbu srednji ulov je 2 kg po hektaru u Crnom moru i 0,5 kilograma po hektaru u Sredozemnom moru). Ulov se znatno smanjio u 21. stoljeću, što je povećalo aktivnost uzgoja ribe, posebice jesetre.
Veliki dio obale je tradicionalno bio područje lječilišta.
Sustav navodnjavanja poluotoka Taman, koji opskrbljuje proširena delta rijeke Kuban, povoljan je za poljoprivredu, a regija je poznata po uzgoju vinove loze. Područje laguna Sivaš i Arabat tradicionalno je bilo središte industrije proizvodnje soli. Samo je Arabat u 19. stoljeću proizvodio oko 24 000 tona soli godišnje.

## Vanjske poveznice
- Azov Sea Atlas  Arhivirana inačica izvorne stranice od 1. listopada 2015. (Wayback Machine) site NOAA
- Azovsko more web kamera  Arhivirana inačica izvorne stranice od 1. listopada 2015. (Wayback Machine)

Sestrinski projekti
|  | Zajednički poslužitelj ima još gradiva o temi Azovsko more |